# هنري غوردون ولز
هنري غوردون ولز (بالإنجليزية: Henry Gordon Wells)‏ هو محامي وسياسي أمريكي، ولد في 12 أكتوبر 1879 ببريدجبورت في الولايات المتحدة، وتوفي في 1954. حزبياً، نشط في الحزب الجمهوري. وقد انتخب عضو مجلس نواب ماساتشوستس.